# منتفخة
المُنْتَفِخَة أو المُنْفَّخَة (الاسم العلمي: Physa)، جنس حلزون صغير من حلزون المياه العذبة، عسراء أو خيطية. من الرئويات الرخويات بطنقدميات وفصيلة المنتفخات.
تتغذى هذه الحلزونات على الطحالب والدياتومات والحُتات.